# Смядово (община)
Община Смядово е разположена в Североизточна България и е една от съставните общини на област Шумен.

## География

### Географско положение, граници, големина
Община Смядово е разположена в полите на северните склонове на Източна Стара планина и попада в две физико-географски области: на Дунавската равнина, източна подобласт (Лудогорско-Добруджанска); Шуменско-Провадийски район и Старопланинската област, подобласт на Предбалкана.
Общината се намира в югоизточната част на област Шумен. С площта си от 353,767 km2 е 3-та по големина сред 10-те общините на областта, което съставлява 10,43% от територията на областта. Границите ѝ са следните:
- на запад – община Върбица;
- на северозапад – община Велики Преслав;
- на север – община Шумен;
- на североизток – община Провадия, област Варна;
- на изток – община Дългопол, област Варна;
- на юг – община Руен и община Сунгурларе, област Бургас.

### Природни ресурси

#### Релеф
Релефът на общината е равнинен, ниско планински, като територията ѝ попада в пределите на Източната Дунавска равнина, Източния Предбалкан и Източна Стара планина.
На юг по границата с общините община Руен и Сунгурларе се простират северните склонове на Върбишка планина. В нея, на границата с община Върбица, на около 7 km западно от Ришкия проход се издига връх Люляковец 819,1 m, най-високата точка на община Смядово.
Северно от нея е разположена малката Ришка котловина. Дължината ѝ от запад на изток е около 12 km, а ширината – 3 – 4 km с надморска височина от 150 до 300 m. По южната ѝ периферия преминава условната граница между Източния Предбалкан и Източна Стара планина.
Северно от котловината е простира източната, ниска част на Драгоевска планина, която е прорязана от юг на север от Веселиновския пролом на Брестова река (десен приток на Голяма Камчия). Максималната ѝ височина в пределите на общината е връх Ченгелски гроб 542,7 m. По нейното северно подножие преминава условната граница между Източната Дунавска равнина, Източния Предбалкан.
Северно от Драгоевска планина е разположено Смядовското поле, като на територията на общината попада неговата южна и източна, най-ниска част. Дължината му от запад-северозапад на изток-югоизток е 18 – 20 km, а ширината му варира от 4 до 12 km. Средната му надморска височина е около 100 m с много добре развити речни тераси. В най-източната му част, на границата с община Дългопол, в коритото на река Голяма Камчия се намира най-ниската точка на община Смядово – 44 m н.в.
Североизточно от Смядовското поле в пределите на общината попадат южните склонове на Роякското плато, което е част от Източната Дунавска равнина. Максималната му височина връх Дикеолу 410 m се намира на границата с община Шумен на 2 km североизточно от село Кълново. След село Янково реката навлиза в проломна долина между крайните източни разклонения на Върбишка планина на юг и Роякското плато и югоизточно от село Черни връх навлиза в община Дългопол.

#### Води
В източната част на общината преминава река Голяма Камчия, като в близост до нейните брегове са разположени няколко от селищата на общината. Голяма Камчия е основна водна артерия на общината и протича през Смядовското поле от северозапад на югоизток с част от средното и долното си течение.
На територията на община Смядово река Голяма Камчия получава отдясно големия си приток Брестова река (31 km). Тя води началото си под името Бяла река от централната част на Върбишка планина, на 528 m н.в., на около 2,5 km западно от Ришкия проход. До село Веселиново протича в източна посока през Ришката котловина в широка долина. След Веселиново завива на север и образува Веселиновския пролом в източната част на Драгоевска планина. Южно от град Смядово навлиза в Смядовското поле, като долината ѝ отново става широка, заета от обработваеми земи. Влива се отдясно в река Голяма Камчия на 54 m н.в., на 3,7 km източно от град Смядово. Площта на водосборния ѝ басейн е 175 km2, което представлява 3,3% от водосборния басейн на река Камчия.

### Населени места
Общината се състои от 10 населени места. Списък на населените места, подредени по азбучен ред, население и площ на землищата им:
| Населено място | Пребр. на населението през 2021 г. | Площ на землището (в км2) | Забележка (старо име) | Населено място | Пребр. на населението през 2021 г. | Площ на землището (в км2) | Забележка (старо име)           |
| Александрово   | 58                                 | 23,943                    | Черкез кьой           | Ново Янково    | 93                                 | 7,014                     |                                 |
| Бял бряг       | 184                                | 23,115                    | Ак яар                | Риш            | 511                                | 64,212                    | Чалъ Кавак                      |
| Веселиново     | 407                                | 71,216                    | Байрям дере           | Смядово        | 3459                               | 96,758                    | Смедовак, Исметкьой, Исметова   |
| Желъд          | 45                                 | 7,465                     | Къзъл пелит           | Черни връх     | 86                                 | 7,880                     | Кара бурун                      |
| Кълново        | 126                                | 17,629                    |                       | Янково         | 533                                | 34,535                    | Янкова                          |
|                |                                    |                           |                       | ОБЩО           | 5502                               | 353,767                   | няма населени места без землища |

## Административно-териториални промени
- Указ № 212/обн. 30.09.1882 г. – преименува с. Черкез кьой на с. Александрово;
- през 1887 г. – заличено е с. Ени махала и е присъединено като квартал на с. Ново Янково без административен акт;
- Указ № 188/обн. 09.07.1902 г. – преименува с. Кара бурун на с. Черни връх;
- през 1907 г. – заличено е с. Читрък без административен акт поради изселване;
- МЗ № 2820/обн. 14.08.1934 г. – преименува с. Байрям дере на с. Веселиново;

– преименува с. Къзъл пелит на с. Желъд;
- Указ № 546/обн. 15.09.1964 г. – признава с. Смядово за с.гр.т. Смядово;
- Указ № 829/обн. 29.08.1969 г. – признава с.гр.т. Смядово за гр. Смядово.

## Население
Численост на населението според преброяванията през годините:
| Година на преброяване | Численост |
| 1934                  | 16 085    |
| 1946                  | 17 424    |
| 1956                  | 15 709    |
| 1965                  | 13 889    |
| 1975                  | 11 753    |
| 1985                  | 10 469    |
| 1992                  | 9 519     |
| 2001                  | 8 242     |
| 2011                  | 6 698     |
| 2021                  | 5 502     |

### Етнически състав
Преброяване на населението през 2011 г.
Численост и дял на етническите групи според преброяването на населението през 2011 г., по населени места (подредени по численост на населението):
| Населено място | Численост | Численост | Численост | Численост | Численост | Численост           | Численост     | Населено място | Дял (в %) | Дял (в %) | Дял (в %) | Дял (в %) | Дял (в %)           | Дял (в %)     |
| Населено място | Общо      | Българи   | Турци     | Цигани    | Други     | Не се самоопределят | Не отговорили | Населено място | Българи   | Турци     | Цигани    | Други     | Не се самоопределят | Не отговорили |
| Общо           | 6698      | 3993      | 1603      | 400       | 49        | 30                  | 623           | 100,00         | 59,61     | 23,93     | 5,97      | 0,73      | 0,44                | 9,30          |
| -------------- | --------- | --------- | --------- | --------- | --------- | ------------------- | ------------- | -------------- | --------- | --------- | --------- | --------- | ------------------- | ------------- |
| Смядово        | 3846      | 2724      | 347       | 210       | 41        | 25                  | 499           | Смядово        | 70,82     | 9,02      | 5,46      | 1,06      | 0,65                | 12,97         |
| Александрово   | 75        | 68        | 6         | 0         | 0         | 0                   | 1             | Александрово   | 90,66     | 8,00      | 0,00      | 0,00      | 0,00                | 1,33          |
| Бял бряг       | 249       | 92        | 154       | 0         | 0         | 0                   | 3             | Бял бряг       | 36,94     | 61,84     | 0,00      | 0,00      | 0,00                | 1,20          |
| Веселиново     | 593       | 388       | 9         | 189       |           |                     | 2             | Веселиново     | 65,43     | 1,51      | 31,87     |           |                     | 0,33          |
| Желъд          | 71        | 46        | 25        | 0         | 0         | 0                   | 0             | Желъд          | 64,78     | 35,21     | 0,00      | 0,00      | 0,00                | 0,00          |
| Кълново        | 161       | 158       |           | 0         | 0         |                     | 1             | Кълново        | 98,13     |           | 0,00      | 0,00      |                     | 0,62          |
| Ново Янково    | 120       | 56        | 63        | 0         | 0         | 0                   | 1             | Ново Янково    | 46,66     | 52,20     | 0,00      | 0,00      | 0,00                | 0,83          |
| Риш            | 748       | 199       | 538       |           |           |                     | 7             | Риш            | 26,60     | 71,92     |           |           |                     | 0,93          |
| Черни връх     | 135       | 38        | 0         | 0         |           |                     | 96            | Черни връх     | 28,14     | 0,00      | 0,00      |           |                     | 71,11         |
| Янково         | 700       | 224       | 459       |           |           |                     | 13            | Янково         | 32,00     | 65,57     |           |           |                     | 1,85          |

### Вероизповедания
Численост и дял на населението по вероизповедание според преброяването на населението през 2011 г.:
|                     | Численост | Дял (в %) |
| Общо                | 6 698     | 100,00    |
| Православие         | 3 140     | 46,87     |
| Католицизъм         |           |           |
| Протестантство      | 51        | 0,76      |
| Ислям               | 1 201     | 17,93     |
| Друго               |           |           |
| Нямат               | 259       | 3,86      |
| Не се самоопределят | 400       | 5,97      |
| Непоказано          | 1 625     | 24,26     |

## Транспорт
През общината, от север на юг, я след град Смядово на югоизток, по долината на река Голяма Камчия преминава участък от 18,2 km от трасето на жп линията Шумен – Комунари от Железопътната мрежа на България.
През общината преминават частично 4 пътя от Републиканската пътна мрежа на България с обща дължина 60,1 km:
- участък от 29 km от Републикански път II-73 (от km 15,7 до km 44,7);
- участък от 14,6 km от Републикански път III-7301 (от km 5,3 до km 19,9);
- началният участък от 6,7 km от Републикански път III-7302 (от km 0 до km 6,7);
- началният участък от 9,8 km от Републикански път III-7304 (от km 0 до km 9,8).

## Топографска карта
- Лист от карта K-35-30. Мащаб: 1 : 100 000.
- Лист от карта K-35-31. Мащаб: 1 : 100 000.
- Лист от карта K-35-42. Мащаб: 1 : 100 000.
- Лист от карта K-35-43. Мащаб: 1 : 100 000.